# جريستن
جريستن (بالألمانية: Gresten) هي بلدية في مقاطعة شيبس في النمسا السفلى.